# Meljan
Meljan is een plaats in de gemeente Bednja in de Kroatische provincie Varaždin. De plaats telt 208 inwoners (2001).